# کریسمن (ایلینوی)
کریسمن، ایلینوی (به انگلیسی: Chrisman, Illinois) یک شهر در ایالات متحده آمریکا با جمعیت ۱٬۳۴۳ نفر است که در ایلی‌نوی واقع شده‌است.

## موقعیت جغرافیایی
موقعیت جغرافیایی شهرها و مناطق اطراف به شرح زیر است: